# Broad Cove Beach
Broad Cove Beach – plaża (beach) w kanadyjskiej prowincji Nowa Szkocja, w hrabstwie Victoria, na wybrzeżu zatoki Broad Cove (46°42′51″N, 60°21′06″W); nazwa urzędowo zatwierdzona 15 grudnia 1975.